# Edmundo Pinto
Edmundo Pinto de Almeida Neto (Río Branco, 21 de junio de 1953-São Paulo, 17 de mayo de 1992) fue un abogado y político brasileño que se desempeñó como gobernador de Acre desde 1991 hasta su asesinato en 1992.

## Biografía
Hijo de Pedro Veras de Almeida y Angelina Veras de Almeida, fue licenciado en Derecho por la Universidad Federal de Acre, inició su carrera en política en el partido Alianza Renovadora Nacional (ARENA), siendo derrotado como candidato a diputado estatal en 1974 y a concejal en Rio Branco en 1976. Tras el fin del bipartidismo establecido mediante el Acto Institucional Número Dos gracias a una reforma política aprobada por el gobierno de João Figueiredo, se unió al Partido Democrático Social (PDS) y en 1982 fue elegido concejal en Rio Branco y diputado estatal en 1986.
En la Asamblea Legislativa de Acre fue opositor de los gobiernos de Flaviano Melo y Édison Cadaxo, ambos del Partido del Movimiento Democrático Brasileño (PMDB), y en 1990 fue elegido gobernador de Acre en una disputa donde venció a Jorge Viana (PT) en segunda vuelta  y prestó juramento el 15 de marzo de 1991.

## Asesinato
En la madrugada del domingo 17 de mayo de 1992, Edmundo Pinto fue asesinado a tiros por tres hombres en el apartamento 707 del Hotel Della Volpe Garden en la Rua Frei Caneca de la ciudad de São Paulo. Los delincuentes robaron 500 000 reales del apartamento que ocupaba desde el 14 de mayo y también robaron 1500 dólares estadounidenses a John Franklin Jones, huésped del apartamento 714 y empleado del banco norteamericano Northeast. Jones dijo a la policía que los agresores eran tres hombres y su declaración fue una de las que permitió detener a los delincuentes.
El asesinato ocurrió menos de 48 horas antes de declarar en el CPI del Congreso, el cual investigaría las sospechas de que el propio gobernador fue responsable de malversación de fondos para la construcción del Canal de la Maternidad con recursos del Fondo de Garantía por Tiempo de Servicio (FGTS), en un caso en el que estaba involucrado el exministro Antônio Rogério Magri, cuya participación no fue confirmada. También hubo sospechas sobre disputas partidarias del estado de Acre e incluso sobre una «quema de archivos». La policía concluyó que se trató de un latrocinio (robo seguido de muerte), ya que hubo evidencias de que hubo un forcejeo físico, ya que Edmundo Pinto recibió un refilón de disparo de bala en la cabeza y otro certero en el corazón.
El caso tuvo nuevas investigaciones en 1993 y 2003, y fue objeto de un CPI en 1992, cuando Gilson José dos Santos, uno de los acusados del asesinato del gobernador, afirmó haber recibido dinero para cometer el crimen.

## Vida personal
Casado con Fátima Barbosa de Almeida, tuvieron tres hijos: Pedro Veras de Almeida Neto, Rodrigo Barbosa de Almeida Pinto y Nuana Naira Barbosa de Almeida.